# Hillary (documentaire)
Pour les articles homonymes, voir Hillary.
Pour plus de détails, voir Fiche technique et Distribution.
Hillary est une série documentaire américaine en 4 parties de 55 minutes réalisée par Nanette Burstein et diffusée en 2020.
Le documentaire est diffusé en avant-première lors du Festival du film de Sundance 2020 le 25 janvier 2020. Il est ensuite diffusé aux États-Unis sur la plateforme Hulu, site web américain de vidéo à la demande, en 4 parties le 6 mars 2020.
En France, le documentaire est diffusé les 16 et 23 mars 2020 sur Canal+ en clair ,.

## Synopsis
Ce documentaire retrace la vie et l'œuvre d'Hillary Clinton, de son enfance à ses études à l'université Yale, de sa rencontre avec Bill Clinton à ses débuts en tant qu'avocate, de sa fonction de Première dame de l'Arkansas puis de Première dame des États-Unis, jusqu'à son élection au Sénat des États-Unis en 2000, en passant par sa candidature aux primaires présidentielles démocrates de 2008, à sa fonction de Secrétaire d'État lors du premier mandat de Barack Obama, jusqu'à la campagne pour l'élection présidentielle de 2016.
Le documentaire est ponctué par le témoignage d'Hillary Clinton, de certains de ses proches, dont son mari Bill Clinton, et de personnes l'ayant connu ou ayant travaillé avec elle. La campagne à la présidence de 2016 est utilisée comme trame narrative, intercalée de sa biographie.

## Fiche technique
- Titre original : Hillary
- Titre français : Hillary
- Réalisation : Nanette Burstein
- Pays d'origine :  États-Unis
- Langue originale : anglais
- Genre : Documentaire
- Durée : 253 minutes
- Dates de première diffusion :
  - États-Unis : 6 mars 2020 sur Hulu
  - France : 16 et 23 mars 2020 sur Canal+

## Épisodes
1. Partie 1 : La Fille en or (The Golden Girl)
2. Partie 2 : Devenir une femme (Becoming a Lady)
3. Partie 3 : La Décision la plus difficile (The Hardest Decision)
4. Partie 4 : Sois notre championne, va-t'en (Be Our Champion, Go Away)

## Nomination
Le documentaire a été sélectionné pour la Berlinale 2020.